# Kleinbahn Kirchbarkau–Preetz–Lütjenburg
| Kursbuchstrecke: | 103 g (1934)         |                                                     |                                                     |
| Streckenlänge: | 41,5 km              |                                                     |                                                     |
| Spurweite: | 1435 mm (Normalspur) |                                                     |                                                     |
| |                      |                                                     |                                                     |
| \| \| \| von Segeberg \| \| \| \| 0,0 \| Kirchbarkau \| Kirchbarkau \| \| \| \| nach Kiel \| \| \| \| 2,7 \| Groß Barkau \| Groß Barkau \| \| \| 4,0 \| Honigsee \| Honigsee \| \| \| 6,2 \| Sieversdorf \| Sieversdorf \| \| \| \| Brücke über den Postsee \| \| \| \| 10,4 \| zum Bahnhof Preetz \| zum Bahnhof Preetz \| \| \| \| Bahnstrecke Kiel–Lübeck \| \| \| \| 10,9 \| Preetz Kleinbahnhof \| Preetz Kleinbahnhof \| \| \| \| Brücke über die Schwentine \| \| \| \| 13,3 \| Rethwisch \| Rethwisch \| \| \| \| Brücke über die Spolsau \| \| \| \| \| Brücke über ein inzwischen trockengelegtes Gewässer \| \| \| \| 15,4 \| Rastorf \| Rastorf \| \| \| \| Brücke über die Passau / Lohbek \| \| \| \| 17,6 \| Wildenhorst \| Wildenhorst \| \| \| 18,7 \| Rastorfer Passau \| Rastorfer Passau \| \| \| 20,2 \| Klinten \| Klinten \| \| \| 22,1 \| Ellhornsberg \| Ellhornsberg \| \| \| 23,4 \| Stellböken \| Stellböken \| \| \| \| Damm über die Lammershagener Teiche \| \| \| \| 25,2 \| Lammershagen \| Lammershagen \| \| \| 27,1 \| Friedeburg \| Friedeburg \| \| \| 28,1 \| Treufeld \| Treufeld \| \| \| 30,0 \| Rantzau \| Rantzau \| \| \| 32,8 \| Vörstenmoor \| Vörstenmoor \| \| \| 33,5 \| Anschluss Gottesgabe \| Anschluss Gottesgabe \| \| \| 35,3 \| Seekrug (Neuhaus) \| Seekrug (Neuhaus) \| \| \| 38,4 \| Klamp \| Klamp \| \| \| 39,9 \| Lütjenburg Kleinbahnhof \| Lütjenburg Kleinbahnhof \| \| \| \| von Malente-Gremsmühlen \| \| \| \| 41,5 \| Lütjenburg \| Lütjenburg \| |                      |                                                     |                                                     |
| Strecke (außer Betrieb) |                      | von Segeberg                                        | von Segeberg                                        |
| Bahnhof (Strecke außer Betrieb) | 0,0                  | Kirchbarkau                                         | Kirchbarkau                                         |
| Abzweig geradeaus und nach links (Strecke außer Betrieb) |                      | nach Kiel                                           | nach Kiel                                           |
| Bahnhof (Strecke außer Betrieb) | 2,7                  | Groß Barkau                                         | Groß Barkau                                         |
| Bahnhof (Strecke außer Betrieb) | 4,0                  | Honigsee                                            | Honigsee                                            |
| Bahnhof (Strecke außer Betrieb) | 6,2                  | Sieversdorf                                         | Sieversdorf                                         |
| Brücke über Wasserlauf (Strecke außer Betrieb) |                      | Brücke über den Postsee                             | Brücke über den Postsee                             |
| Abzweig geradeaus und nach rechts (Strecke außer Betrieb) | 10,4                 | zum Bahnhof Preetz                                  | zum Bahnhof Preetz                                  |
| Kreuzung geradeaus unten (Strecke geradeaus außer Betrieb) |                      | Bahnstrecke Kiel–Lübeck                             | Bahnstrecke Kiel–Lübeck                             |
| Bahnhof (Strecke außer Betrieb) | 10,9                 | Preetz Kleinbahnhof                                 | Preetz Kleinbahnhof                                 |
| Brücke über Wasserlauf (Strecke außer Betrieb) |                      | Brücke über die Schwentine                          | Brücke über die Schwentine                          |
| Bahnhof (Strecke außer Betrieb) | 13,3                 | Rethwisch                                           | Rethwisch                                           |
| Brücke über Wasserlauf (Strecke außer Betrieb) |                      | Brücke über die Spolsau                             | Brücke über die Spolsau                             |
| Brücke (Strecke außer Betrieb) |                      | Brücke über ein inzwischen trockengelegtes Gewässer | Brücke über ein inzwischen trockengelegtes Gewässer |
| Bahnhof (Strecke außer Betrieb) | 15,4                 | Rastorf                                             | Rastorf                                             |
| Brücke über Wasserlauf (Strecke außer Betrieb) |                      | Brücke über die Passau / Lohbek                     | Brücke über die Passau / Lohbek                     |
| Bahnhof (Strecke außer Betrieb) | 17,6                 | Wildenhorst                                         | Wildenhorst                                         |
| Bahnhof (Strecke außer Betrieb) | 18,7                 | Rastorfer Passau                                    | Rastorfer Passau                                    |
| Haltepunkt / Haltestelle (Strecke außer Betrieb) | 20,2                 | Klinten                                             | Klinten                                             |
| Bahnhof (Strecke außer Betrieb) | 22,1                 | Ellhornsberg                                        | Ellhornsberg                                        |
| Bahnhof (Strecke außer Betrieb) | 23,4                 | Stellböken                                          | Stellböken                                          |
| Brücke über Wasserlauf (Strecke außer Betrieb) |                      | Damm über die Lammershagener Teiche                 | Damm über die Lammershagener Teiche                 |
| Bahnhof (Strecke außer Betrieb) | 25,2                 | Lammershagen                                        | Lammershagen                                        |
| Bahnhof (Strecke außer Betrieb) | 27,1                 | Friedeburg                                          | Friedeburg                                          |
| Bahnhof (Strecke außer Betrieb) | 28,1                 | Treufeld                                            | Treufeld                                            |
| Bahnhof (Strecke außer Betrieb) | 30,0                 | Rantzau                                             | Rantzau                                             |
| Haltepunkt / Haltestelle (Strecke außer Betrieb) | 32,8                 | Vörstenmoor                                         | Vörstenmoor                                         |
| Strecke (außer Betrieb) | 33,5                 | Anschluss Gottesgabe                                | Anschluss Gottesgabe                                |
| Bahnhof (Strecke außer Betrieb) | 35,3                 | Seekrug (Neuhaus)                                   | Seekrug (Neuhaus)                                   |
| Haltepunkt / Haltestelle (Strecke außer Betrieb) | 38,4                 | Klamp                                               | Klamp                                               |
| Bahnhof (Strecke außer Betrieb) | 39,9                 | Lütjenburg Kleinbahnhof                             | Lütjenburg Kleinbahnhof                             |
| Abzweig geradeaus und von rechts (Strecke außer Betrieb) |                      | von Malente-Gremsmühlen                             | von Malente-Gremsmühlen                             |
| Kopfbahnhof Streckenende (Strecke außer Betrieb) | 41,5                 | Lütjenburg                                          | Lütjenburg                                          |

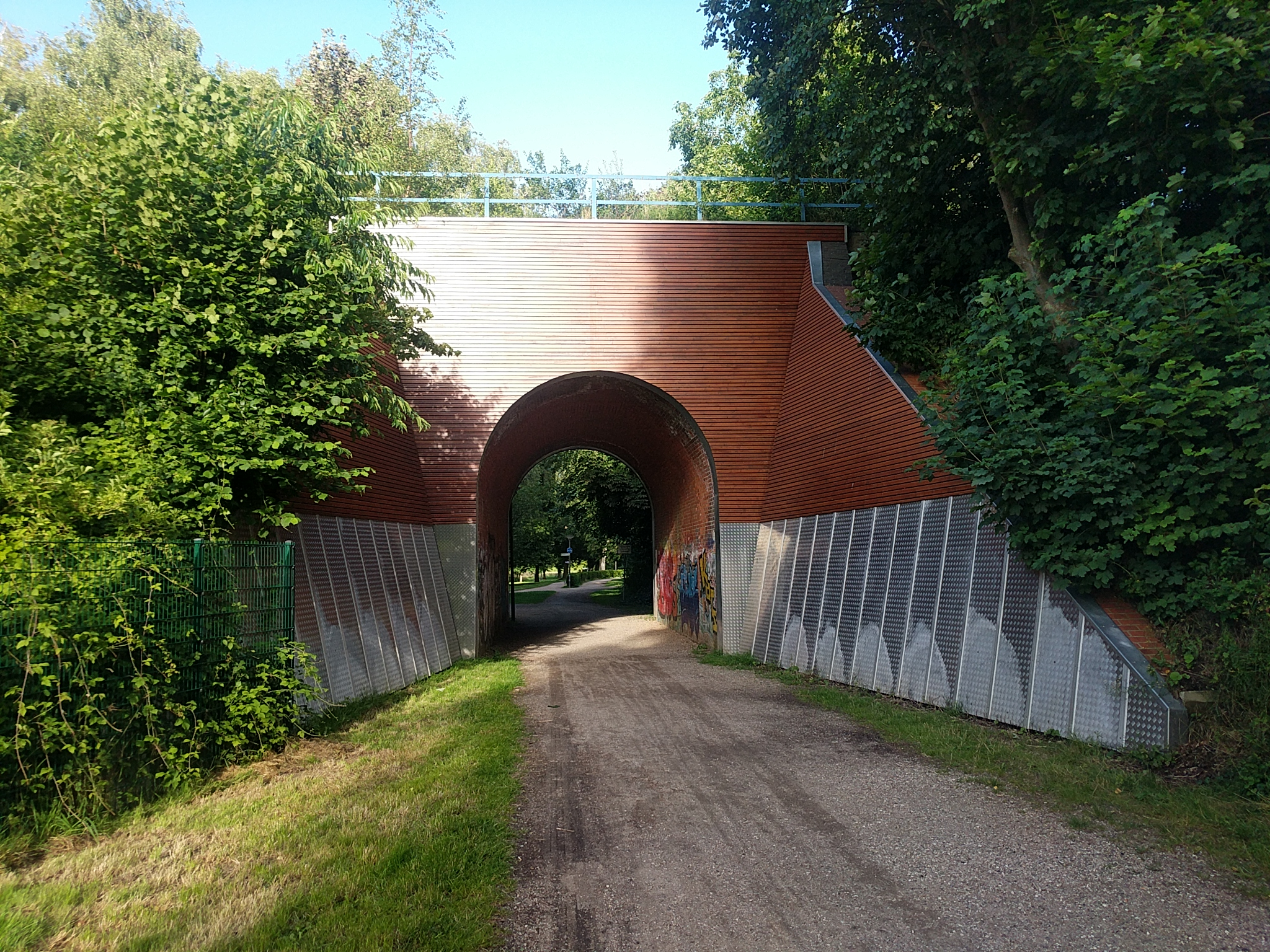
Unterführung des ehemaligen Kleinbahndamms unter der Bahnstrecke Kiel–Lübeck, am Preetzer Stadtpark etwas nördlich des Preetzer Bahnhofs, Ansicht von Westen

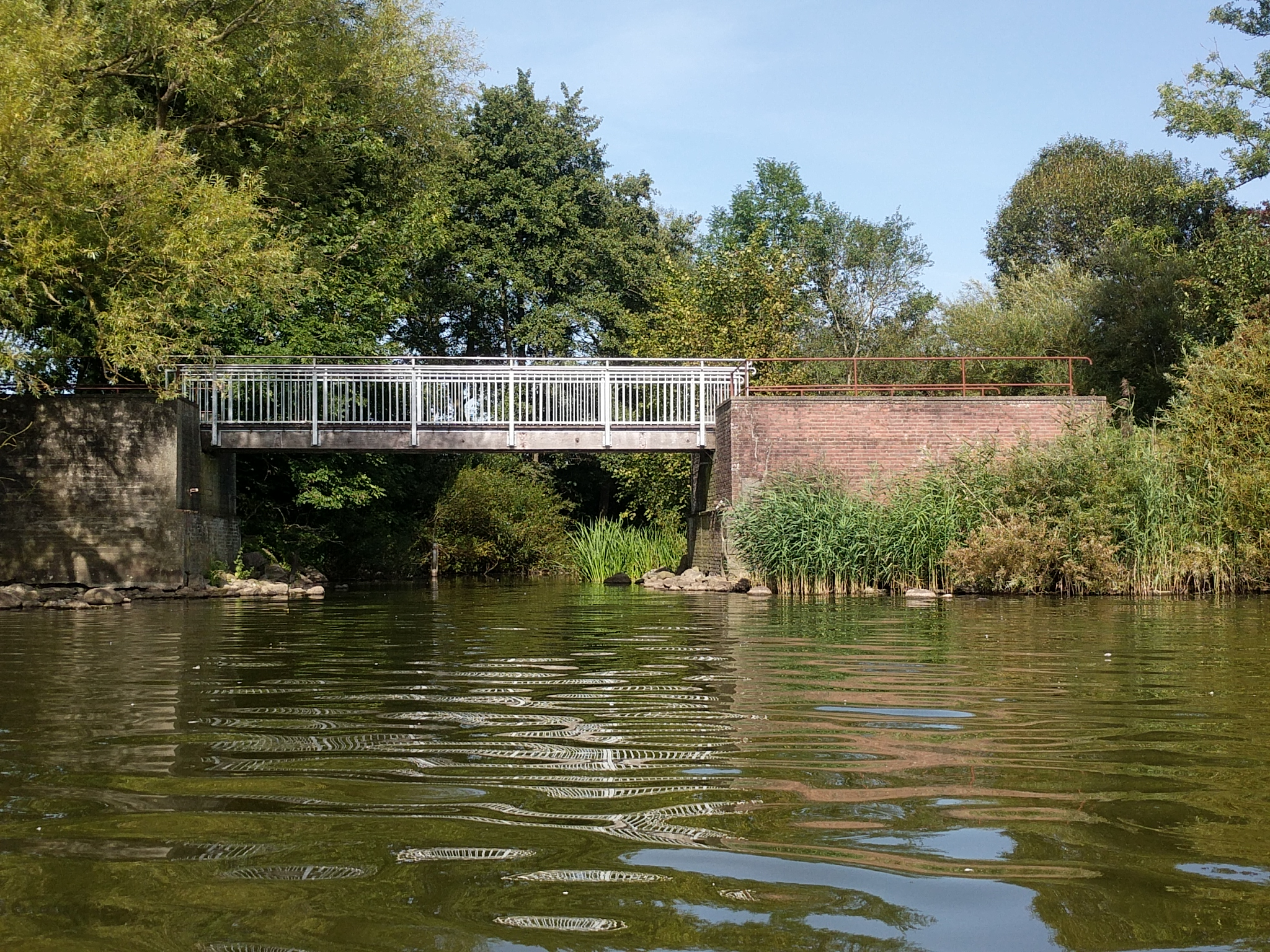
Brücke über den Postsee östlich von Sieversdorf, hier wurde für die Kleinbahn ein Damm aufgeschüttet, heute ein Fuß- und Radweg

Die Kleinbahn-AG Kirchbarkau–Preetz–Lütjenburg (KPL) wurde am 21. Juli 1908 gegründet, wobei der Kreis Plön mehr als 75 % der Aktien übernahm. Ferner waren die Städte Preetz und Lütjenburg beteiligt. In Preetz bestand Anschluss an die 1866 eröffnete Bahnstrecke Kiel–Ascheberg; der Kleinbahnhof lag allerdings etwa 600 m vom Staatsbahnhof entfernt. In Kirchbarkau bestand Anschluss an die 1911 eröffnete Kleinbahn Kiel–Segeberg.
Die Kleinbahn sollte die von großen landwirtschaftlichen Gütern geprägte Landschaft des östlichen Holsteins wirtschaftlich erschließen. Sie bediente die Güter Rethwisch, Rastorf, Wildenhorst, Wittenberg, Lammershagen, Friedeburg, Rantzau, Neuhaus, Klamp und Helmstorf, aber auch Ziegeleien und eine Kiesgrube.

## Eröffnung der Strecken
Der erste Abschnitt Preetz Kleinbahnhof–Lütjenburg wurde am 1. Oktober 1910 eröffnet.
Einige Monate später begann auch auf dem Teilstück Kirchbarkau–Preetz Kleinbahnhof am 2. April 1911 der Betrieb. Für den Bau dieses Streckenabschnittes wurde an einer schon bestehenden Seeenge des Postsees bei Sieversdorf ein Damm aufgeschüttet und eine Brücke errichtet, die den Postsee in einen Nord- und Südteil trennte.
Insgesamt war die normalspurige Strecke 41½ km lang. Den Betrieb führte die Firma Lenz & Co GmbH, ab 1920/27 die Allgemeine Deutsche Eisenbahn-Betriebs-GmbH.

## Frühes Ende der Kleinbahn
Die Kleinbahnstrecke wurde in den 1930er Jahren aufgegeben, weil Lastkraftwagen für den Warentransport flexibler waren und die Streckenführung viele Dörfer aussparte. Die Nutzung der Strecke im Personenverkehr war nicht mehr lohnend, so dass die Verkehrsleistungen von konkurrierenden Omnibuslinien übernommen wurden, die unter anderen die Direktverbindung nach Kiel herstellen konnten.
Anfangs fuhren vier Zugpaare täglich, später wurde die Zahl der Zugpaare reduziert. 1936 fuhren täglich (auch sonntags) drei Zugpaare zwischen Preetz und Lütjenburg.
Übergang auf die Staatsbahn gab es in Lütjenburg und Preetz. In Preetz waren die Züge auf den Verkehr im Staatsbahnhof Preetz abgestimmt, der Klein- und der Staatsbahnhof lagen allerdings etwa 600 m auseinander. In Kirchbarkau war der Übergang auf die Kleinbahn Kiel–Segeberg möglich. Obwohl beide Bahnen unter der gleichen Betriebsführung standen, waren hier die Fahrpläne nicht aufeinander abgestimmt.
Schon zum 1. April 1930 wurde der Personenverkehr zwischen Kirchbarkau und Preetz Kleinbahnhof aufgegeben. Auf dem Ostteil nach Lütjenburg konnte er sich noch bis zum 15. Mai 1938 behaupten, als auch der Güterverkehr auf der gesamten Strecke eingestellt wurde. Anschließend wurde der Streckenabschnitt Kirchbarkau–Preetz Kleinbahnhof–Seekrug abgebaut und die Gesellschaft löste sich bis 1963 auf.
Durch Vertrag vom 6./9. Juni 1940 erwarb das Deutsche Reich (Reichsfiskus) den Oberbau, die Einrichtungen und den Fahrpark der KPL. Das Material wurde für den Bau der Strecke Westerland–Hörnum auf Sylt verwendet. 1940 erwarb der Fiskus ebenfalls den Streckenabschnitt Seekrug–Lütjenburg als Anschlussgleis für den Seefliegerhorst Bellin am Selenter See. Die Bedienung des Anschlussgleises übernahm die Deutsche Reichsbahn bis etwa 1942/1943, danach wurde auch dieser Abschnitt endgültig stillgelegt und abgebrochen. Einige Anlagen in Lütjenburg übernahm die Deutsche Reichsbahn.
Trotz der Entfernung der Gleise ist der Trassenverlauf mancherorts in der Landschaft noch erkennbar. Es stehen auch noch einige der ansehnlichen Empfangsgebäude.

## Fahrzeuge
Zur Eröffnung wurden vier dreiachsige Dampflokomotiven bei der Maschinenbauanstalt Humboldt beschafft, die als Lenz-Typ c klassifiziert waren. Eine dieser Lokomotiven kam nach der Stilllegung und dem Einsatz auf Sylt im Jahr 1946 als 89 7354 (zweite Besetzung) zur Reichsbahn-Generaldirektion bzw. späteren Deutschen Bundesbahn. Außerdem waren vier Personenwagen 2. und 3. Klasse, vier Personenwagen 3. Klasse, zwei kombinierte Post-/Gepäckwagen, zwölf gedeckte – und acht offene Güterwagen, sowie ein Langholz-Transportwagen vorhanden.
1922 wurden zwei gebrauchte vierachsige Rowan’sche Dampftriebwagen eingesetzt, die zehn Jahre alt und bei Borsig für die Uetersener Eisenbahn gebaut worden waren. Ihr Einsatz war wohl nicht sehr erfolgreich. 1924/25 wurde einer der beiden Triebwagen für 27.000 RM auf Benzol-Sauggas-Antrieb umgerüstet; die Sauggasanlage hat aber nie richtig funktioniert. 1925 wurden beide Triebwagen verschrottet.
Als Ersatz musste eine Lok (preußische T 3) gebraucht von der ADEG beschafft werden.